# 千葉和臣
千葉 和臣（ちば かずおみ、1951年〈昭和26年〉12月24日 - ）は、東京都練馬区出身のシンガーソングライターで、海援隊のギタリスト。
のちにチューリップのメンバーとなる姫野達也とともに、アマチュアフォークデュオ・ライラックで活動していたが、財津和夫に誘われた姫野がチューリップへ加入したためグループを解散。その後、中牟田俊男に誘われ、海援隊に加わる（1971年結成、1972年デビュー、1982年解散。1994年に再結成）。
『3年B組金八先生』第1シリーズ主題歌で海援隊の代表曲となった「贈る言葉」は千葉の作曲。本人も海援隊のメンバーとして『金八先生』の第1・第2シリーズへ中牟田とゲスト出演。全8シリーズ放送された『金八先生』の主題歌は第3・第6シリーズを除き千葉の作曲（第3、第6シリーズは中牟田、第2シリーズは中牟田と共同）。

## 来歴
1951年、東京都の練馬に生まれる。小学3年生のときに浦和市に、小学4年生の初めには仙台市に転居する。本人曰く「仙台が音楽の道を進む原点となった」ということである。ギターを始めたのも鼓笛隊で演奏したのも、初めてコンサートへ行ったのも仙台だという（初のコンサート鑑賞は、仙台で行われた坂本九のステージだった）。
中学2年生のとき福岡市に転居する。東福岡高等学校に進学して同学年の姫野達也、上田雅利と出会い、バンドを組む。北九州市の八幡大学へ進学後、福岡のライブハウス・照和にライラックとして姫野と出演するようになる。姫野がメジャー・デビューするチューリップに引き抜かれ、ライラックは解散。その後、千葉は海援隊にリードギターとして参加する。そして1972年に海援隊もメジャー・デビューを果たし、アルバム『海援隊がゆく』でデビュー。大ヒット曲「贈る言葉」・「人として」（中牟田と共作）などを作曲することとなる。
1982年に海援隊は解散、千葉はソロとして活動。1985年にはラジオ日本の番組「ビックウエーブアイランド」に出演。アシスタントは水野きみこ。海援隊はその後、1993年に福岡で一夜限りの再結成をし、1994年の正式な再結成を経て現在も活動中。千葉は中牟田と同様、四谷コタンに長年、継続して出演した（イベント名：「けっしてやまない風」）。
現在は六本木 REAL DIVA'Sに原則として第二金曜日に出演中（イベント名：「ldeal place」）
加入前の千葉は海援隊の事が好きではなく、別のバンドで活動したかったという記載がある（武田鉄矢・著「ふられ虫の唄」内にそのような記載がある）。

## 人物
気さくな性格で積極的である。大瀧詠一・稲垣潤一のような透き通る歌声で、海援隊でボーカルをとるときは夏を思わせる曲が多い（「サーフサイド・サンセット」「パラオ・ゼロ・ファイター」「漂流船」など）。
ソロライブのMCでは（本気か否かは不明だが）武田の音楽的才能の無さを暴露し、客を笑わせるのが定番である。
武田鉄矢著の『ふられ虫の唄』にて女性にはモテるとの記載がある。また同著では過去に女性からふられた経歴を千葉自身が語っている。

## 料理
料理が上手で、素材選びからの本格派。海援隊3人での同居生活時代は料理担当だった。

## 代表曲
- 漂流船・フォーエバーグリーン（TVドラマ「江戸の用心棒」主題歌）
- パラオ・ゼロ・ファイター
- 駅におりたら （映画「刑事物語」オープニング曲）
- グッバイ・ロンリー
- サーフサイド・サンセット
- オーティスを聞きながら
- 私のなかの銀河（映画「ドラえもん のび太と銀河超特急」エンディング曲）

## 使用ギター
- Gibson J-200
- ASTURIAS　EC.CURRENT MAPLE CU-PU SPECIAL
- ASTURIAS D.CURRENT-12 with L.R Baggs PU(12弦)

など

## 使用ギター弦
- D'Angelico　Phosphor Bronze

## 出演したテレビ番組
- 海援隊赤字ローカル線をゆく（1982年、KBC九州朝日放送）
- 中居正広の金曜日のスマたちへ（2007年、TBS）
- NHK歌謡コンサート（「時代のうた心のうた」ゲスト出演、2007年、NHK）
- ザ☆スター（2010年、NHK BS2）
- 霜降り明星のゴールデン☆80’S（2022年5月21日、BSフジ）

## 出演したラジオ番組
- ビックウエーブアイランド（1983年、アール・エフ・ラジオ日本。アシスタントはアイドルの水野きみこ）

## 出演した舞台
- 3年B組金八先生 -夏休みの宿題-（2003年8月4日 - 8月29日、明治座）